# Rodovid
Rodovid é um portal multilingüe gratuito de árvore genealógica. Ele foi desenhado e desenvolvido para pessoas interessadas na história de suas famílias e para aqueles que tenham interesse nas histórias de famílias reais ou famílias de pessoas famosas. O nome Rodovid vem da palavra ucraniana Rodovid, que significa 'linhagem, genealogia'.
Rodovid usa a tecnologia de construção de árvores de família state-of-the-art para organizar informações genealógicas de parentes vivos e falecidos e as relações entre eles em uma árvore genealógica coesa. O mecanismo do Rodovid para construção de árvores genealógicas é provavelmente o mais avançado em tecnologia de dados on-line.
Rodovid é aberto para todos. Visitantes são bem-vindos para contribuir informações e publicá-las neste website a qualquer tempo. Rodovid é baseado no mecanismo MediaWiki, que é usada na Wikipedia. Isto permite que os usuários criem suas próprias páginas, edite dados nas páginas na barra de navegação, iniciem páginas de discussão, e muito mais.
Rodovid é mantida por um grupo de entusiastas em Kyev, Ucrânia.
Hoje o website está crescendo com mudanças nos dados e design.
O Rodovid é um projeto que roda na plataforma MediaWiki que tem o objetivo de reunir dados das pessoas que já viveram neste planeta e construir uma árvore genealógica.
Muitas pessoas fazem excelentes pesquisas genealógicas (ou contratam profissionais para tal) com a intenção de construir suas árvores genealógicas. Todavia, todas estas sofisticadas árvores estão crescendo isoladas umas das outras.
O projeto Rodovid segue as regras de total transparência da comunidade que o desenvolve, de forma semelhante ao que já acontece com a Wikipédia (edição e consulta livres, respeito por diferentes pontos de vista, línguas e culturas).
O mais interessante deste projeto é a possibilidade de pessoas que não se conhecem e fazem parte da mesma família se conhecerem. Além da colaboração on-line dos vários ramos da família.